# El Amo
El Amo es un personaje recurrente de la serie británica de ciencia ficción Doctor Who. Es un Señor del Tiempo renegado y el archienemigo del Doctor.
Cuando el Amo apareció por primera vez en enero de 1971 fue interpretado por Roger Delgado, quien continuó en el papel hasta su muerte en 1973. Después, Peter Pratt y Geoffrey Beevers interpretaron una versión físicamente deteriorada de este Señor del Tiempo hasta que Anthony Ainley tomó el papel en 1981, permaneciendo hasta la cancelación de la serie en 1989. En Doctor Who: La película, el Amo fue interpretado brevemente por Gordon Tipple, y después por Eric Roberts cuando tomó forma humana. En la nueva serie, el personaje fue reintroducido por Derek Jacobi antes de darle rápidamente el relevo a John Simm, quien interpretó al Amo en el final de la tercera temporada y en el episodio especial de dos partes El fin del tiempo. En estos dos casos apareció William Hughes interpretando al Amo a los 8 años. En 2014, aprovechando la capacidad de los Señores del Tiempo de cambiar de sexo durante la regeneración, Michelle Gomez se convirtió en la primera intérprete femenina del Amo a lo largo de la octava, novena y décima temporadas modernas de la serie.
Roger Delgado interpretó al Amo en 8 historias (43 episodios). Peter Pratt, en una historia (4 episodios). Geoffrey Beevers en otra (4 episodios). Anthony Ainley apareció como el Amo en 11 historias (28 episodios). Gordon Tipple y Eric Roberts, solo una vez en la película. Derek Jacobi, en un episodio. John Simm en 7 episodios y Michelle Gómez interpretó a Missy en 15 episodios. Recientemente Sacha Dhawan ha interpretado al personaje en 5 episodios.

## Orígenes
El equipo creativo concibió al Amo como un villano recurrente, un equivalente para el Doctor a lo que era el Profesor Moriarty para Sherlock Holmes. Su primera aparición fue en Terror of the Autons (1971). El nombre del personaje, el Amo (en inglés The Master), fue elegido a propósito por el productor Barry Letts y el editor de guiones Terrance Dicks porque les parecía evocador de los nombres de otros supervillanos de la ficción, pero sobre todo porque, como el Doctor, era un título que suponía un grado académico. Mientras el Doctor eligió ese nombre para él porque quería curar y ayudar a los demás, The Master (que se puede traducir como «El Maestro», aunque fue traducido como «El Amo») buscaba enseñar una lección a los demás.
Barry Letts tenía un hombre en mente para el papel: Roger Delgado. Delgado tenía un largo historial de villanos en la pantalla y ya había hecho tres intentos de entrar en la serie. Había trabajado previamente con Barry Letts y también era un buen amigo de Jon Pertwee. Delgado murió en un accidente de coche en Turquía el 18 de junio de 1973, mientras viajaba al rodaje de la comedia francesa The Bell of Tibet. Así, la siguiente historia del Amo fue reemplazada por Planet of the Spiders (1974).
En el serial The Mind Robber de 1968, protagonizado por Patrick Troughton, apareció un personaje llamado "el Amo de la Tierra de la Ficción" al que también llamaban simplemente el "Amo". Sin embargo, este "Amo" no tiene ninguna relación con el Amo posterior.

## Personaje y objetivos
El Amo es un aspirante a conquistador universal, que quiere conquistar el universo (en The Deadly Assasin su ambición se describe como convertirse en "el amo de toda la materia", y en The Sound of Drums dice que él mismo escogió el nombre de "el Amo"), teniendo como objetivo secundario eliminar o hacer daño al Doctor. La imagen original (y la más común antes de 1996) del personaje era similar a la del clásico personaje llamado Svengali, con un traje Nehru de color negro, y barba y bigote.

## Historia dentro de la serie

### Infancia
En El sonido de los tambores (2007) y El fin del tiempo (2010), se ve un analepsis del Amo a los ocho años cuando, como parte de una ceremonia de iniciación de los Señores del Tiempo, es llevado a una grieta en el espacio y el tiempo conocido como el Cisma Insondable, desde el que se puede ver el Vórtice del Tiempo. El Doctor dice que al mirar al Vórtice, algunos Señores del Tiempo se vuelven locos, implicando que eso es lo que causa el comportamiento del Amo y el sonido de tambores en ritmo de cuatro en su cabeza, algo que el Amo llama los "tambores de guerra". El redoble se revela después que es una señal colocada en su cabeza por los Señores del Tiempo durante la Guerra del Tiempo. El ritmo es el mismo en su construcción rítmica que el que compone la sintonía principal de la serie. En la segunda parte de El fin del tiempo, el Señor Presidente de los Señores del Tiempo lo identifica como los latidos de los corazones de un Señor del Tiempo.

### Serie clásica

#### Búsqueda de nueva vida

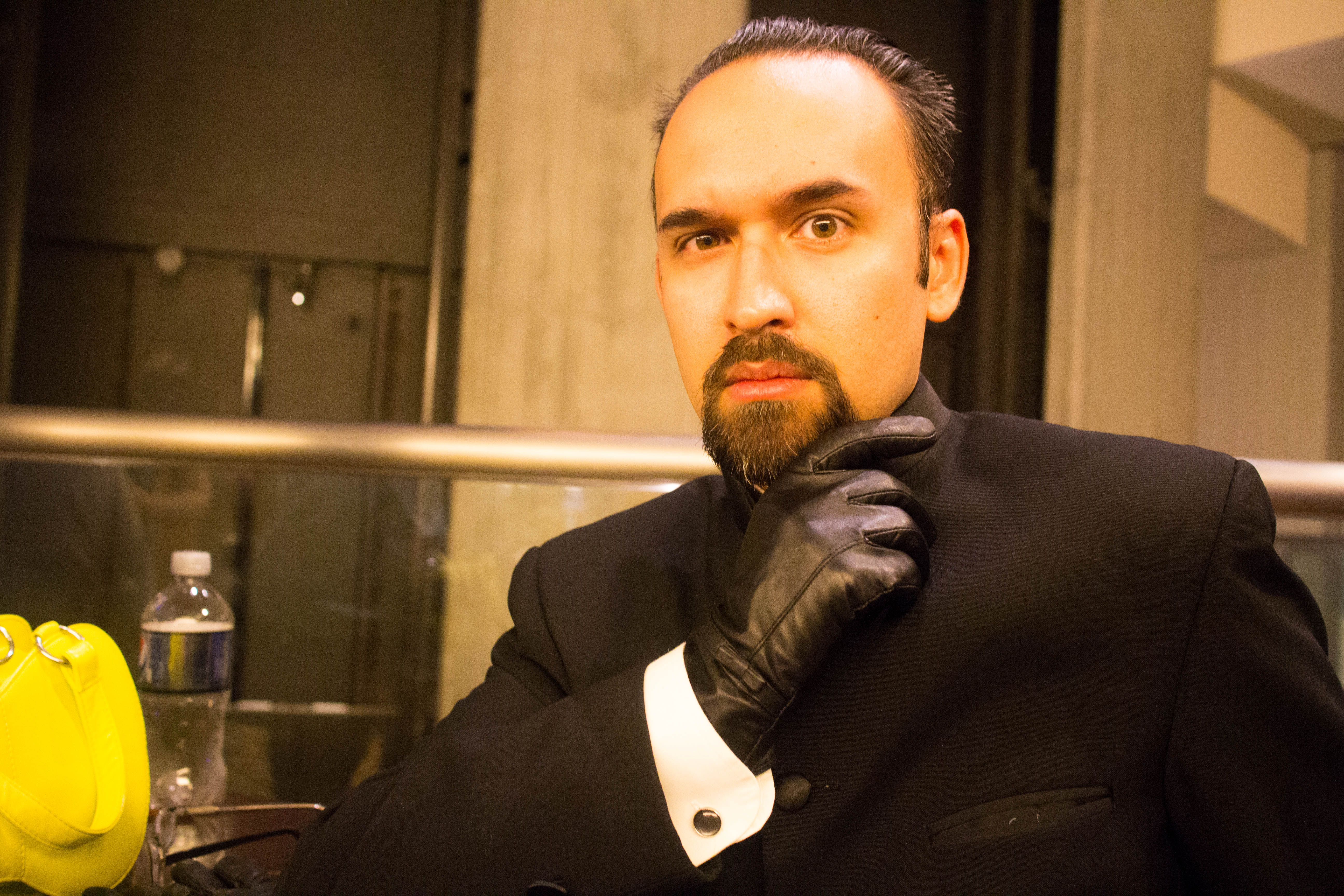
Cosplay de la versión de Roger Delgado de El Amo en Dragon Con 2013.

En sus tres temporadas desde Terror of the Autons, el Amo (interpretado por Delgado) aparece en ocho de los quince seriales. En su primera temporada, el Amo aparece en cada aventura del Doctor, siempre escapando en el último momento. Normalmente usaba disfraces y el lavado de cerebro para operar en la sociedad normal mientras preparaba sus planes; también intentaba utilizar a otras razas alienígenas y otros poderes como medios para su conquista, como a los Autones y los Daemons. La interpretación de Delgado del Amo fue la de alguien afable, encantador y sociópata, capaz de ser educado y asesino casi al mismo tiempo.
La última aparición en pantalla de Delgado como el Amo fue en Frontier in Space, donde trabaja junto a los Daleks y los Ogrons para provocar una guerra entre los imperios humano y draconiano. Su última escena finalizó disparando al Doctor y desapareciendo después.

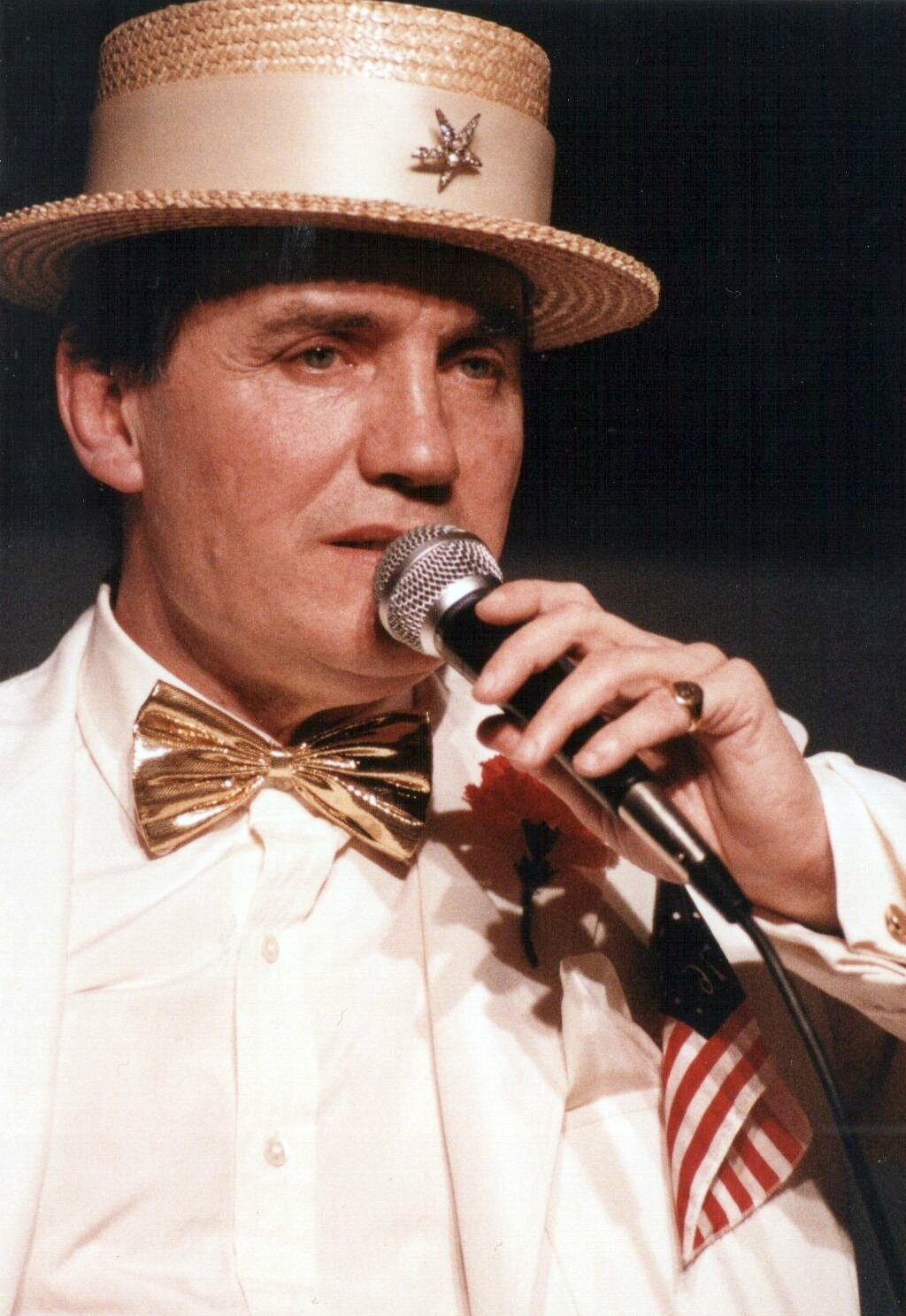
Anthony Ainley (fotografiado en 1987) interpretó a El Amo durante la década de los años 1980.

En su siguiente aparición en The Deadly Assassin en 1976, el Amo (interpretado por Peter Pratt con un espeso maquillaje) aparece como una cáscara demacrada y deteriorada, similar a un cadáver, al final de su decimotercera y última vida. Aquí, el malvado Señor del Tiempo está a punto de tener éxito en su plan de restaurarse a una nueva vida con los símbolos de la oficina del Presidente del Consejo de los Señores del Tiempo, los artefactos de Rassilon. El Doctor le detiene porque el proceso hubiera provocado la destrucción de Gallifrey. Después de esta historia, el Amo abandona otra vez la serie, regresando en 1981. En The Keeper of Traken, el Amo (Geoffrey Beevers con distinto maquillaje, pero interpretando la misma encarnación que Pratt) tiene éxito en renovarse a sí mismo poseyendo el cuerpo de un científico trakenita llamado Tremas (un anagrama de "Master", "Amo"), sobreescribiendo la mente de Tremas en el proceso. El Amo (interpretado por Anthony Ainley, que hizo en el episodio un papel doble como Tremas) aparecería en distintas ocasiones durante el resto de la serie, todavía buscando extender su vida, preferiblemente con un nuevo juego de regeneraciones. Posteriormente, en The Five Doctors, los Señores del Tiempo ofrecen al Amo un nuevo ciclo de regeneraciones a cambio de su ayuda.
En muchas de sus apariciones contra el Quinto Doctor, el Amo muestra una vez más su inclinación por el disfraz. La asociación del personaje con pseudónimos juguetones continuó, tanto dentro de la serie como en su publicidad: cuando el equipo de producción deseaba ocultar la involucración del Amo en una historia, le daban al personaje un alias anagramático, como "Neil Toynay" (por Tony Ainley, intérprete del Amo) o "James Stoker" (por "Master's Joke", "La broma del Amo").
La última aparición de Ainley en Survival fue más comedida. Se le dio un vestuario de vuelta a los orígenes, reminiscente de los trajes que llevaba Delgado. En esta historia final, había sido atrapado en el Planeta Cheetah se había visto afectado por su influencia, que convertía a sus víctimas en salvajes. Al escapar del planeta condenado, intentó matar al Doctor, un plan que le volvió a atrapar en el planeta en el momento en que era destruido.

#### Doctor Who: La película
El Amo apareció como el enemigo principal de Doctor Who: La película en 1996, protagonizada por Paul McGann como el Octavo Doctor y Eric Roberts como el Amo.
En el prólogo, el Amo (interpretado por Gordon Tipple) es ejecutado por los Daleks como castigo por sus "diabólicos crímenes". El Amo sobrevive su ejecución tomando la forma de una entidad con forma de serpiente pequeña. Esta entidad escapa y se arrastra dentro de la consola de la TARDIS del Séptimo Doctor, obligando a la nave a aterrizar en San Francisco.
En la novelización de la película de Gary Russell se explica que las modificaciones y alteraciones que el Amo ha hecho a su cuerpo a lo largo de los años intentando extender su tiempo de vida le habían permitido esta existencia continuado, y se implica que la creatura "mórfica" es en realidad otra forma de vida que la conciencia del Amo ha poseído. Esta interpretación se hace explícita en la primera de las novelas del Octavo Doctor, The Eight Doctors de Terrance Dicks, y también se usa en la historia The Fallen del cómic de Doctor Who Magazine donde se dice que la criatura era un animal cambiante de forma nativo de Skaro.
Esta forma es insostenible y necesita un huésped humano, así que posee el cuerpo de Bruce, un paramédico (interpretado por Eric Roberts), el primero y hasta ahora único actor estadounidense que ha hecho el papel). El cuerpo de Bruce también es insostenible y empieza a degenerarse poco a poco, aunque tiene la habilidad de escupir una bilis ácida como arma y el poder de las serpientes de hipnotizar. El Amo intenta acceder al Ojo de la Harmonía para robar las regeneraciones restantes del Doctor, pero en su lugar es absorbido en él, y supuestamente muere.

### Nueva serie
Cuando Doctor Who regresó en 2005, se dijo en el episodio Dalek que todos los Señores del Tiempo excepto el Doctor habían muerto en una Guerra del Tiempo con los Daleks. El Doctor dijo que si otros Señores del Tiempo hubieran sobrevivido, hubiera podido sentirlos. El Amo, sin embargo reaparece como el enemigo principal en la tercera temporada. Su retorno es avanzado enigmáticamente en Atasco, cuando el Rostro de Boe le da al Décimo Doctor un mensaje antes de morir: "Tú no estás solo".
En El sonido de los tambores, se revela que los Señores del Tiempo resucitaron al Amo para que sirviera como soldado en primera línea de batalla en la Guerra del Tiempo. Después de que el Emperador de los Daleks tomara control del "Cruciforme", el Amo desertó y abandonó aterrado la guerra, ignorando su resultado. Se disfrazó como humano con el mismo proceso que el Doctor usó en Naturaleza humana usando el Arco Camaleónico y guardando su naturaleza y recuerdos de Señor del Tiempo en un reloj de bolsillo, convirtiéndose biológicamente en un humano y escondiéndose en el fin del universo, en el año 100 trillones, envejeciendo como el Profesor Yana. El profesor aún sentía el constante sonido de los tambores en su cabeza mientras intentaba enviar a los últimos humanos hacia Utopía. El Doctor conoce a Yana en Utopía y mientras el Doctor y sus acompañantes tienen conversaciones relacionadas con los Señores del Tiempo, Yana comienza a recordar su esencia de Señor del Tiempo. Esto, con el aumento de la intensidad de los tambores y la curiosidad de Martha por el reloj, hace que Yana lo abra y vuelva a convertirse en el Amo, en una escena en la que se descubre que YANA es un acrónimo de las últimas palabras del Rostro de Boe, "You Are Not Alone, Tú no estás solo".

#### Harold Saxon
Hacia el final de Utopía, el Amo es herido mortalmente cuando su acompañante Chantho le dispara después de que este la haya herido mortalmente, regenerándose en una encarnación más joven. El Amo roba la TARDIS del Doctor y escapa, pero el Doctor la sabotea con el destornillador sónico para que el Amo solo pueda viajar entre la Tierra del presente y el año 100 trillones.
Tras escapar del fin del universo, llega al Reino Unido, 18 meses antes de las elecciones de 2008 tras la caída de Harriet Jones. El Amo asume la identidad de Harold Saxon, convirtiéndose en un ministro de importancia en el Ministerio de Defensa. Parece que ya estaba en el cargo en el episodio especial de Navidad de 2006, La novia fugitiva, ya que se dice que el ejército británico disparan la nave de la Racnoss bajo las órdenes del Sr. Saxon. En este periodo, financia la investigación del Profesor Richard Lazarus (Mark Gatiss) y levanta la red de comunicaciones Arcángel, que le permite influir en la humanidad usando un campo telepático, logrando así llegar a primer ministro. Antes de los eventos de La novia fugitiva, en el spin-off Torchwood, se puede ver un póster en una pared que dice "Vota a Saxon", en el episodio Captain Jack Harkness, posiblemente el primer indicio del regreso del Amo. En Amor y monstruos, cuando el Abzorbaloff se revela a sí mismo, se ve un artículo que dice que Saxon lidera las encuestas.
Tras convertirse en primer ministro, el Amo usa la TARDIS para reclutar a los Toclafane como aliados, y hace que maten a la décima parte de la población del planeta, gobernando la Tierra durante un año mientras convierte naciones enteras en campos de concentración y bases para el lanzamiento de cohetes de guerra. Justo cuando está a punto de declarar la guerra al resto del universo para forjar un imperio, el Doctor recupera la salud gracias a la labor de Martha Jones, usando la red Arcángel. El Doctor pretende mantener al Amo con él en la TARDIS, pero su plan es frustrado cuando el Amo es disparado por su mujer, Lucy Saxon (Alexandra Moen). El Amo entonces muere tras rechazar regenerarse, al no querer convertirse en el prisionero del Doctor. Como su muerte daña emocionalmente al Doctor, el Amo la ve como una victoria. Después el Doctor incinera el cadáver en una pira. Su anillo se conserva, y se ve una mano femenina con las uñas pintadas de rojo, que después se rebela que es miembro de una secta leal al Amo.
En El fin del tiempo, la alcaide y otros miembros de la secta del Amo hacen un ritual de resurrección en la prisión de Broadfell donde Lucy Saxon fue encarcelada. Lucy sabotea el ritual y el Amo vuelve a la vida con un cuerpo de no muerto, defectuoso, y con un hambre voraz. Tiene el poder de manipular rayos de velocidad, moverse con una agilidad fenomenal y saltar largas distancias, todo ello manipulando su propia fuerza vital. Mientras sobrevive en los suburbios de Londres alimentándose de gente sin techo mientras es perseguido por el Doctor, el Amo es capturado por el millonario Joshua Naismith para usar sus conocimientos para reparar un dispositivo alienígena, la "Puerta de la Inmortalidad", para hacer a su hija inmortal. Pero el Amo usa el dispositivo, usando sus poderes médicos para sobreescribir el ADN de todo ser humano en la tierra con el suyo propio, creando una "Raza de Amos".
Entonces, el Amo se da cuenta de que el sonido de los tambores en su cabeza son una señal, y usa a sus duplicados para amplificar la señal hasta su origen: El Presidente de los Señores del Tiempo Rassilon. Este había generado la señal para liberarse del cierre temporal en el que los Señores del Tiempo estaban atrapados, y mandó un diamante único de Gallifrey a la Tierra para ayudar al Amo a crear un enlace a través del cual Gallifrey, los Señores del Tiempo, y todos los implicados en la Guerra del Tiempo podrían escapar. El Amo pretendía sobreescribir su ADN en la raza de los Señores del Tiempo, pero por el contrario estos deshicieron el ADN de la "Raza de Amos", restaurando la raza humana, y revelándole que había sido usado como una marioneta en los planes de Rassilon de destruir el universo y hacer evolucionar a los Señores del Tiempo a un nuevo plano de existencia. El Doctor entonces destruye el enlace y el Amo ataca a Rassilon en venganza por una vida entera de manipulación, desapareciendo junto a los Señores del Tiempo en el proceso.
Tras volver a Gallifrey, después de que el Doctor rompiera el enlace, en los momentos finales de El fin del tiempo (2010). Los Señores del Tiempo arreglaron su problema en la cabeza (el redoble de tambores) y decidieron su destierro del planeta de mutuo acuerdo, tras coger una cápsula temporal acabó varado en una nave colonial donde se hizo con su control hasta que los habitantes de la nave se rebelaron contra él hartos de su crueldad. Tuvo que permanecer oculto, disfrazado para no ser descubierto, bajo una falsa identidad, Razor, permaneció en dicha nave hasta la fortuita llegada del Doctor, Missy, Bill y Nardole tras detectar una señal de socorro, acontecimientos narrados en Suficiente mundo y tiempo (2017).

#### Missy
El personaje regresó en la octava temporada de la nueva serie, ahora como una mujer. Su nombre en la versión original es The Mistress (femenino de The Master) y usa el diminutivo Missy como un apodo. Utiliza una matriz de datos para fingir un "más allá" atrapando la conciencia de los recientemente fallecidos como parte de una alianza con los Cybermen. Desde el primer capítulo de la temporada, Missy apareció observando al Doctor desde lejos, hasta convertirse en la antagonista principal en el penúltimo episodio Agua oscura. En el episodio siguiente, Muerte en el cielo, se reveló que fue ella quien le dio a Clara Oswald el teléfono del Doctor en Las campanas de Saint John, lo que motivó que Clara se uniera en primera instancia al Doctor, y que fue ella la que los mantuvo juntos una y otra vez para que sirviera a su propio plan maestro. Tras el fracaso de su plan, Missy es "ejecutada" por el cyberman del Brigadier Lethbridge-Stewart.
Missy regresa en "El aprendiz de mago" / "El familiar de la bruja" (2015), donde desveló que había fingido su muerte utilizando un teletransportador alimentado por la energía del rayo láser del Cyberman que le disparó. Comunicándose con Clara cuando el Doctor le entregó su Disco de Confesión, viajan a Skaro para atender la última voluntad de Davros. Ayuda a salvar al Doctor del plan de Davros, pero diabólicamente intenta engañar al Doctor para matar a Clara mientras que escapa de la ciudad de Dalek que empieza a desmoronarse. Cuando el Doctor y Clara abandonan a Missy en Skaro, la encuentran una habitación llena de Daleks, pero les informa que tiene un plan inteligente.
El Doctor explica a su acompañante Bill Potts (Pearl Mackie) que guarda algo en una bóveda bajo una universidad en Brístol como resultado de una promesa, que es revelado por un flashback en "Extremis" (2017), que resulta ser Missy, que está cautiva en la bóveda después de que el Doctor la salvara de su ejecución en un planeta lejano, y Missy le prometió cambiar y ser buena. En "La mentira de la Tierra ", el Doctor visita a Missy junto a Nardole para obtener información sobre un enemigo que había derrotado en el pasado. Su comportamiento parece poco cambiado y tiene poco consideración por la vida humana. La reforma gradual de Missy se muestra en varios episodios más. En "La Emperatriz de Marte ", devuelve el TARDIS del Doctor a Marte para rescatarle junto a Bill; En "Los Devoradores de Luz ", es liberada de su prisión por el Doctor para hacer reparaciones en su TARDIS, que está bloqueada isomorficamente para que no pueda pilotarlo. El Doctor intenta probar la reforma de Missy en el final de la temporada "Suficiente mundo y tiempo" / "El Doctor cae" (2017) enviando a Missy, Bill y Nardole (Matt Lucas) en una misión de rescate a bordo de una nave espacial experimentando dilatación del tiempo cerca de un agujero negro. Sin embargo, pronto se encuentran con su encarnación pasada a bordo de la nave, donde el Amo (John Simm) ha iniciado el génesis de los nuevos Cybermen. Atrapada a bordo de la nave, Missy encuentra en una encrucijada entre su promesa al Doctor y el encanto de su antecesor (el Amo). Después de haber traicionado inicialmente al Doctor, luego decide estar junto a él contra un ejército Cybermen, apuñalando a su yo pasado y devolviéndole a su TARDIS para regenerarse, concluyendo que su vida la ha llevado a convertirse en el aliado del Doctor. Enfurecido ante la idea de convertirse en el aliado del Doctor, el Amo dispara una descarga mortal a Missy con su destornillador láser, dejándola tendida en el suelo, aparentemente sin posibilidad de regenerarse.

#### O
Durante los eventos de "Spyfall, Parte 1", la Decimotercer Doctor busca un viejo aliado, un espía conocido como 'O', que vive escondido en Australia. Hacia el final del episodio, se revela que O es en realidad una nueva encarnación de El Amo.

## Características

### Inteligencia y actitud
El Amo y el Doctor muestran niveles similares de inteligencia y fueron compañeros de clase en Gallifrey, donde el Amo solía sobrepasar al Doctor. Esto se menciona en diferentes historias (The Five Doctors, The Sea Devils y Terror of the Autons). Una conexión similar entre los dos se menciona también en El fin del tiempo, en la cual el Amo le recuerda al Doctor las propiedades que su padre tenía en Gallifrey y su infancia juntos antes de decir "míranos ahora". En el episodio de 2007, Utopía, el Doctor llama genio al Amo disfrazado y muestra admiración por su inteligencia antes de descubrir su verdadera identidad. El Doctor vuelve a expresar admiración por la inteligencia del Amo en El fin del tiempo llamándole "brillante y frío como la piedra" y además dice que podría ser mucho más si abandonara su deseo de dominación.
En la interpretación de Simm del Amo se incluyeron aspectos idénticos a la interpretación del Doctor de David Tennant, sobre todo su habilidad de aligerar situaciones tensas y su personalidad peculiar e hiperactiva. Los productores dijeron que se hizo esto para hacer más amenazador al Amo al tener una de las mayores habilidades de su oponente, así como para remarcar los paralelismos entre los dos personajes. Esta premisa se hizo patente en el diálogo del Amo en Utopía, donde dice, mientras que se está regenerando, que si el Doctor puede ser joven y fuerte, él también puede. En un episodio de Doctor Who Confidential, Lords and Maters, Russell T Davies clasifica al Amo como un sociópata y un psicópata al mismo tiempo.

### Habilidades mentales
Tanto el Doctor como el Amo han mostrado ser buenos hipnotizadores, aunque la habilidad del Amo para dominar, incluso solo con la mirada y la voz, se ha mostrado como mucho más pronunciada. En Logopolis, el Doctor dijo del Amo, "Es un Señor del Tiempo. En muchos sentidos, tenemos la misma mente". El Amo suele anticipar los movimientos del Doctor, como se ve en historias como Castrovalva, The Keeper of Traken, Time-Flight y The King's Demons, donde planea elaboradas trampas para el Doctor, revelando su presencia solo en el momento justo. En The Deadly Assassin, el Amo fue capaz de enviar una premonición falsa en forma de mensaje telepático para el Doctor, pero no quedó claro si hizo esto a través de habilidades psíquicas innatas, o con la ayuda de tecnología. En Utopía, después de que el Amo se regenere y revele su identidad, se burla del Doctor diciéndole que intente detener sus elaboradas tramas otra vez. En El fin del tiempo, el Amo usa cierta técnica psíquica, previamente usada por el Doctor para leer la mente de otros, para permitir al Doctor escuchar el sonido constante de los tambores en su cabeza.

### TARDIS
En la serie original, las TARDIS del amo tienen circuitos camaleónicos completamente operativos, y han aparecido con variadas formas, incluyendo un establo (El terror de los autones), una nave espacial (La colonia del espacio), un árbol (Logopolis), un banco informático (El monstruo del tiempo), un reloj de pared (El asesino letal y El guardián de Traken), una columna arquitectónica (Logopolis, Castrovalva, Tiempo de vuelo), una dama de hierro (Los demonios del rey), una chimenea (Castrovalva), un avión de la British Airways (Tiempo de vuelo), una cabaña (El enemigo definitivo), y una columna triangular (El planeta de fuego). De las dos TARDIS que aparecen en The Keeper of Traken, una aparece con forma de estatua de Melkur, capaz de moverse e incluso andar, la otra aparece con forma de reloj de pared. La TARDIS de Melkur es destruida. En cierto punto en Logopolis, la TARDIS del Amo aparece disfrazada incluso de cabina de policía, como la del Doctor.
En la nueva serie, no está claro si existe todavía alguna de las TARDIS del Amo. En La ascensión de los Cybermen, el Décimo Doctor afirma que su TARDIS es la última que existe, aunque cuando dijo esto también pensaba que era el último Señor del Tiempo. En Utopía, el Amo recurre a robar la TARDIS del Doctor, y después demanda acceder a la nave del Doctor en El fin del tiempo, pero esto podría ser porque no podía acceder inmediatamente a su nave porque está en otra parte, más que significar que su TARDIS fuera destruida. En Suficiente mundo y tiempo se desvela que tras los acontecimientos de "El fin del tiempo", el Amo consigue una TARDIS y es desterrado de Gallifrey, de mutuo acuerdo, acabando en una nave colonial atrapadado entre un agujero negro, donde su TARDIS queda varada al estropearse su circuito de desmaterialización. Afortunadamente, Missy (Michelle Gómez),su encarnación futura, llega a dicha nave en compañía del Doctor y sus acompañantes. En "El Doctor cae" Missy le recordó a su encarnación pasada, que siempre llevara encima una pieza de repuesto, algo que el Amo (John Simm) recordaría tras su encuentro con ella. Después de marcharse, herido de muerte tras una puñalada de Missy, el Amo se marchó rumbo a su TARDIS para regenerarse.

### Armamento de mano
El arma habitual del Amo originalmente era un "eliminador de compresión de tejidos", que encoge a sus objetivos a tamaño de muñeca, matándolos en el proceso. En su apariencia es similar a la herramienta favorita del Doctor, el destornillador sónico. Tanto el eliminador como el destornillador tienen aspecto de una pequeña barra de mano, y en diferentes puntos de la serie, ambas herramientas tienen un led en la punta que se enciende con el uso.
A pesar de su cariño por el arma, Russell T Davies decidió no rescatarla en la reaparición del Amo en The Sound of Drums, basándose en que el Amo tenía muchos "trucos" nuevos para usar contra el Doctor. Durante el curso del capítulo, el Amo revela una nueva arma de mano, un destornillador láser. El dispositivo funciona como un potente arma láser, capaz de matar de un solo disparo. También tiene la capacidad de envejecer a sus víctimas rápidamente usando una versión miniaturizada del manipulador genético que desarrolló el Profesor Lazarus. El arma láser también tiene un sistema de seguridad biométrico que hace que nadie pueda utilizar el dispositivo salvo el propio Amo.

### Acompañantes
A diferencia del Doctor, el Amo no suele llevar acompañantes. Sin embargo ha habido muchas excepciones, aunque en su caso no son tanto "acompañantes" como "instrumentos". En Castrovalva, el acompañante del Doctor, Adric, fue secuestrado por el Amo y obligado a crear un sistema de computación de bloqueo de transferencia. Después, en The King's Demons, Kamelion es controlado por el Amo antes de que el Doctor se lo robe, y recuperará su control en Planet of Fire. En el segundo episodio de The Ultimate Foe, Sabalom Glitz eligió unirse al Amo para descubrir los secretos de los Señores del Tiempo.
En la película de 1996, Chang Lee ayuda al Amo porque este le ha engañado diciendo que el Doctor le ha robado su cuerpo. Cuando la lealtad de Lee se debilita, el Amo no duda en matarlo a sangre fría. En la publicidad de la película, Lee fue mostrado más como un acompañante del Octavo Doctor junto a Grace Holloway.
En Utopía, Chantho hace un papel de acompañante para el profesor Yana. Chantho dice que ella ha estado con él desde hace 17 años como una "devota asistente". Después, cuando regresa la personalidad del Amo, este la regaña por no liberarle nunca de su confinamiento, y los dos se hieren mortalmente el uno al otro, dando como resultado la muerte de Chantho y la regeneración del Amo.
En The Sound of Drums, el Amo, como Harold Saxon, está casado con Lucy Saxon, a quien se refiere como su "fiel acompañante". Lucy conoce la naturaleza de los planes del Amo, y aun así es leal a él. Ha viajado con él a Utopía, en el fin del universo, y así piensa que "nada tiene sentido". Su relación parece no ser para nada platónica. Se besan a menudo como pareciendo que su matrimonio es algo más que una pantomima, pero Lucy dice "He tomado mi decisión, para bien o para mal". En Last of the Time Lords, aún está presente, pero muestra signos de un aparente abuso físico, y su lealtad empieza a tambalearse. Dispara al Amo en el clímax de la historia, matándole. Es encarcelada, y cuando la secta del Amo prepara su resurrección en El fin del tiempo, toman a la fuerza la firma biométrica del Amo de los labios de ella para completar el ritual. Entreviendo su regreso, Lucy lanzó un frasco con un producto químico para detener la resurrección, matándose en la explosión resultante y teniendo éxito solo en hacer inestable la vida del Amo.
Aunque no una acompañante en el sentido de la palabra, el Amo se alió con otra renegada Señora del Tiempo, la Rani, en The Mark of the Rani, para amenazar al Doctor. El Amo también se ha aliado a otros villanos de la serie, entre otros los Daleks, los Cybermen y los Autones. Ninguna de las alianzas duró más tiempo del necesario para que el Amo lograra sus propios objetivos, o hasta que el Doctor las detuviera.

## Otras apariciones
El Amo ha tenido encuentros en pantalla con todas las encarnaciones del Doctor excepto el Noveno y el Undécimo. Las épocas del Primer y el Segundo Doctor tuvieron lugar antes de la creación del personaje del Amo, pero se encontraron con él en los eventos de The Five Doctors. El Amo ha aparecido en diversas novelas, cómics y audiodramas, que son de canonicidad no aclarada, y puede que no tengan continuidad con la serie. En estas historias sin embargo, el Amo es reconociblemente el mismo personaje.